# Kolanød
Kolanødder er frø af kolatræer, eksempelvis Cola nitida, Cola vera eller Abata-Kola (Cola acuminata), alle i Malvaceae-familien. 
Drikken colas navn stammer fra kolanødden, som nogle colafabrikanter bruger som koffeinkilde og smagsstof.
| Biologi | Spire Denne artikel om biologi er en spire som bør udbygges. Du er velkommen til at hjælpe Wikipedia ved at udvide den. |